# I fjällfolkets land
I fjällfolkets land är en svensk dokumentärfilm från 1923 i regi av Erik Bergström. Filmen skildrar de svenska samernas liv och spelades in i Lappland.